# Tommy Johnson
Tommy Johnson (1896, Terry, Mississippi, Spojené státy americké – 1. listopadu 1956, Crystal Springs, Mississippi, Spojené státy americké) byl americký zpěvák, skladatel, kytarista a představitel žánru delta blues. Podle jeho skladby "Canned Heat Blues" z roku 1928 se v roce 1965 pojmenovala bluesová skupina Canned Heat.